# Taffs Well (stacja kolejowa)
Taffs Well (ang. Taffs Well railway station) – stacja kolejowa w Taff's Well w hrabstwie Rhondda Cynon Taf, w Walii. Znajduje się na Merthyr Line i Rhondda Line. Jest obsługiwana przez pociągi Arriva Trains Wales.
Stacja została po raz pierwszy otwarta w tym miejscu przez Taff Vale Railway w 1863 roku.

## Połączenia
W dni powszednie i soboty pociągi kursują zazwyczaj z Cardiff Central do Pontypridd, a następnie do Treherbert, Merthyr Tydfil lub Aberdare (co pół godziny). Sześć pociągów na godzinę kursuje do Cardiff Central z pociągami kontynuującymi poza Cardiff do Barry Island (3 na godzinę) i Bridgend przez Barry (co godzinę). Połączenia na City Linie są wykonywane do Radyr, Cardiff Bay & Coryton na Queen Street oraz w Central dla Penarth. 

## Linie kolejowe
- Merthyr Line
- Rhondda Line